# 恙蟲東方體
恙蟲病東方體（Orientia tsutsugamushi）是恙蟲病的病原體。其種小名「tsutsugamushi」源自於日语，為日本漢字兩字的發音。恙蟲東方體的自然病媒及傳染窩為鉤恙蟎屬類的恙蟎。
恙蟲病東方體為胞內病原體，需寄生於真核細胞內才能繁殖。其外膜結構類似革兰氏阴性菌，但並不容易以革蘭氏染色染色，必須採用Gimenez stain。恙蟲病東方體具有多種血清型，主要血清型包含 Karp（占總感染病例的半數），另外還有Gilliam（25%）、Kato（<10%），以及Kawasaki等。恙蟲東方體的血清型變化相當多樣，如馬來西亞同時就有八種血清型通報。恙蟲病棘手的部分在於感染某一血清型之後，不代表對於其他血清型會具有免疫力。另外恙蟲東方體也可能在同一個體重複感染。

## 微生物學
恙蟲東方體一開始被歸類於立克次體，但後來被重新分類於東方體屬，恙蟲東方體為該屬的唯一物種。
本種長約 1.2 至 3.0 µm，寬約 0.5 µm ，屬於絕對胞內寄生細菌。由於該物種毒力高，需於第三級以上防護實驗室才能操作。

## 抗生素療法
恙蟲病東方體在體外對於多西环素、利福平，及阿奇霉素等抗生素敏感。但對β-内酰胺類藥物（如青黴素）則有抗藥性，因為本物種缺乏肽聚糖。另外氨基糖苷类抗生素（如庆大霉素）在人體中也無效，因為該物種在活體內會寄生於細胞內，但此類抗生素無法穿越細胞膜。

## 疫苗
目前恙蟲東方體尚無有效的疫苗，因為該物種具有許多血清型，且即使感染了一種血清型，也無法確保人體能對於另一種血清型產生免疫力。